# 広島拘置所
広島拘置所（ひろしまこうちしょ）は、法務省矯正局の広島矯正管区に属する拘置所。所在地は広島県広島市中区上八丁堀二番地6号。
全国に8箇所（東京・立川・名古屋・京都・大阪・神戸・広島・福岡）ある拘置所のひとつである。通称「広拘（ひろこう）」。
現在の施設は1970年（昭和45年）に全面改築したもので、外堀に描かれた壁画は広島市の観光スポットとなっている。

## 被収容者
- 刑事被告人（広島県および山口県の控訴・上告審の被告人を含む）
- A級受刑者およびW級（女子）受刑者[2]（当所執行受刑者）

- 死刑確定者（死刑囚）

## 定員
- 392名

## 交通手段
- 家庭裁判所前停留場（広島電鉄白島線）から徒歩1分[6]。

## 組織
所長の下に2部1課を置く2部制の施設である。
- 総務部（庶務・会計・用度）
- 処遇部（処遇・企画）
- 医務課

## 施設

### 外観・設備
- 死刑場があり、死刑判決が確定した者（死刑囚）が収監されている[7]。死刑執行は1970年より現拘置所で開始された[8]。
  - 1998年11月に収監されていた泰州くん誘拐殺人事件の死刑囚に死刑が執行されたことでいったん死刑囚が不在となり、2000年に広島タクシー運転手連続殺人事件の被告人の死刑が確定するまで死刑囚が収監されていなかった。
  - その後は同事件で死刑が確定した死刑囚1名が収監されていたが、2006年12月25日にこの死刑囚の死刑が執行されたため、翌2007年4月に広島県福山市で1992年に発生した福山市独居老婦人殺害事件の被告人の死刑が確定するまで収監者がいなかった。
- 外塀には、1808年頃の広島の地図や当時の生活習慣を描いた『江山一覧図』を参考にした壁画が高さ2m・長さ190mにわたって描かれており[9]、名所の一つになっている[5]。広島城築城400年を記念して広島市が企画したものであり、1989年に画家の入野忠芳によって制作された[9]。

## 死刑確定者
一部例外はあるが、基本的には広島矯正管区管轄の中国地方5県（広島高等裁判所の本庁および岡山支部・松江支部管内）で死刑が確定した死刑囚（死刑確定者）を収監している。
※は第一審・裁判員裁判の死刑囚。なお死刑囚の人数は特記なき場合、1事件につき1人である。
- 福山市独居老婦人殺害事件（事件発生：1992年）：2007年4月に最高裁で上告棄却判決を受け死刑確定[10]
- 広島連続保険金殺人事件（事件発生：1998年・2000年）：2011年6月に最高裁で上告棄却判決を受け死刑確定[3]
- 光市母子殺害事件（事件発生：1999年）少年死刑囚（事件当時18歳）[3]。2012年2月に最高裁で上告棄却判決を受け死刑確定[11]。
- ※山口連続殺人放火事件（事件発生：2013年）：2019年7月に最高裁で上告棄却判決を受け死刑確定[12]

### 過去の死刑囚
同所にて死刑を執行された、あるいは過去に収監されていた死刑囚（獄死した死刑囚・恩赦を受け減刑された死刑囚・冤罪により釈放された死刑囚）のうち代表的な者を記載する。
- 泰州くん誘拐殺人事件（事件発生：1984年）：1991年6月に最高裁で上告棄却判決を受け死刑確定[13]。1998年11月19日に死刑執行[13]。
- 広島タクシー運転手連続殺人事件（事件発生：1996年）：2000年2月に広島地裁で死刑判決を受け、控訴せず死刑確定[14]。2006年12月25日に死刑執行[14]。
- 下関通り魔殺人事件（事件発生：1999年）：2008年7月に最高裁で上告棄却判決を受け死刑確定[10]。2012年3月29日に死刑執行[10]。
- 岡山元同僚女性バラバラ殺人事件（事件発生：2011年）：2013年2月に岡山地裁で死刑判決を受け、控訴を取り下げ死刑確定。2017年7月13日に死刑執行。
- 中川智正（オウム真理教事件の死刑囚/教団の元幹部）：坂本弁護士一家殺害事件・松本サリン事件・地下鉄サリン事件などで罪に問われ、2011年11月に最高裁で上告棄却判決を受け死刑確定[3]。2018年3月14日に東京拘置所から移送され[15]、7月6日に死刑執行[4]。
- ※鳥取連続不審死事件（事件発生：2008年・2009年）：女性死刑囚（戦後16人目）。2017年7月に最高裁で上告棄却判決を受け死刑確定[12]。2023年1月14日に同所の独居房で食べ物を喉に詰まらせ、搬送先の病院で死亡した[16]。
- 大牟田4人殺害事件（事件発生：2004年）：死刑囚4人（夫婦＋息子2人）のうち1人（世帯主の男）[17]。2011年10月に最高裁で上告棄却判決を受け死刑確定[3]。死刑確定後の2011年末に福岡拘置所から移送[注 2][18]。2025年2月に大阪府堺市の西日本成人矯正医療センターに在監されたが2025年3月6日に肺炎のため死亡[19]。

## ギャラリー

壁画1
壁画2
壁画3